# Edward T. England

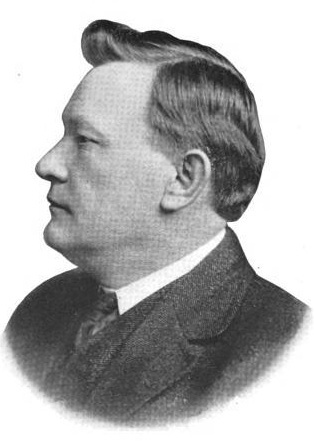
Edward T. England, 1917

Edward Theodore England (* 29. September 1869 in Gay, Jackson County, West Virginia; † 9. September 1934 in Cleveland, Ohio) war ein US-amerikanischer Politiker. Zwischen 1927 und 1929 vertrat er den sechsten Wahlbezirk des Bundesstaates West Virginia im US-Repräsentantenhaus.

## Werdegang
Edward England besuchte die öffentlichen Schulen seiner Heimat und danach bis 1892 die Concord Normal School in Athens. Anschließend unterrichtete er einige Jahre selbst als Lehrer. Nach einem Jurastudium an der Southern Normal University in Huntingdon (Tennessee) und seiner im Jahr 1898 erfolgten Zulassung als Rechtsanwalt begann er in Oceana in seinem neuen Beruf zu arbeiten. Im Jahr 1901 verlegte er seinen Wohnsitz und seine Kanzlei nach Logan.
England war Mitglied der Republikanischen Partei und wurde im Jahr 1903 zum Bürgermeister von Logan gewählt. Zwischen 1908 und 1916 gehörte er dem Senat von West Virginia an, dessen Präsident er im Jahr 1915 wurde. Durch dieses Amt übte er in den Jahren 1915 bis 1916 gleichzeitig die Funktionen eines Vizegouverneurs aus; offiziell gibt es diesen Posten in West Virginia erst seit 2000. Im Jahr 1915 war er Vorsitzender der ersten bundesweiten Versammlung aller Vizegouverneure der Vereinigten Staaten, die in Rhea Springs (Tennessee) stattfand. Zwischen 1917 und 1925 war England Attorney General von West Virginia. Er fungierte auch als juristischer Vertreter des Staates vor dem Obersten Gerichtshof, als dort wegen Entschädigungsansprüchen des Staates Virginia verhandelt wurde. Dabei ging es um Forderungen wegen erbrachter Leistungen für West Virginia, als dessen Gebiet noch zu Virginia gehörte. 1923 war England Präsident der Vereinigung der Attorney Generals aller US-Bundesstaaten.
Im Jahr 1924 bewarb sich England erfolglos um die Nominierung seiner Partei für die anstehenden Gouverneurswahlen. 1926 wurde er im sechsten Distrikt von West Virginia in das US-Repräsentantenhaus in Washington gewählt, wo er am 4. März 1927 die Nachfolge des Demokraten J. Alfred Taylor antrat. Da er aber bereits bei den folgenden Wahlen im Jahr 1928 gegen Joe L. Smith verlor, konnte England bis zum 3. März 1929 nur eine Legislaturperiode im Kongress absolvieren. Nach dem Ende seiner Zeit im Kongress arbeitete England als Rechtsanwalt in Charleston. Er starb am 9. September 1934 in Cleveland und wurde in Charleston beigesetzt.